# Bercaeopsis epitheca
Bercaeopsis epitheca är en tvåvingeart som först beskrevs av Henry J. Reinhard 1952.  Bercaeopsis epitheca ingår i släktet Bercaeopsis och familjen köttflugor. Inga underarter finns listade i Catalogue of Life.